# Мальчевско-Полненская
Мальче́вско-По́лненская — слобода в Миллеровском районе Ростовской области. Входит в состав Тренёвского сельского поселения.

## География
Находится на 68 км восточнее и на 22 км юго-восточнее границы с Украиной.

### Улицы
| - Горная - Горячий Луч - Заречная - Луговой переулок - Маслозаводская - Мира - Молодёжная | - Подгорная - Склярова - Славгородского - Степной переулок - Центральная - Школьная |

## История
Основана в 1789 году. 24 декабря 1798 года жена старшины Пелагея Кузьминична Малчевская в своём прошении в Воронежскую духовную консисторию писала, что «слобода Полнинская» населена её мужем Фёдором Малчевским «с давних лет». В это время в слободе было 67 дворов, в них малороссиян мужского пола — 244 души, женского пола — 177 душ.
Потом слобода перешла в собственность помещиков Ребриковых. В 1859 году здесь было 122 двора, число жителей: мужского пола — 649, женского пола — 640. При отмене крепостного права в России помещиком в слободе был Ребриков Степан Иванович — бывший штабс-ротмистр Атаманского полка, дослужившийся до подполковника.
В 1873 году в слободе был 101 двор и 11 отдельных изб, не составлявших дворов. Население — 738 человек (371 мужчина и 367 женщин). Во владении жителей слободы находилось 180 лошадей, 196 пар волов, 578 голов прочего рогатого скота и 1165 овец. Административный центр Мальчевско-Полненской волости Донецкого округа Области Войска Донского.
В 1897 году: число дворов — 164, число хозяйств — 164. Население: мужского пола — 501, женского пола — 530; население по сословиям: лица духовного звания и их семьи — 9, казаки донские и их семьи — 10, мещане — 56, крестьяне — 954, лица других сословий — 2. По вероисповеданию: православных — 1027, армяно-григориан — 4. По родному языку: великорусский — 1024, малорусский — 3, армянский — 4. По грамотности и образованию: грамотных — 184, неграмотных — 847, по главным занятиям: земледелие — 918, ремесленников — 40, на государственной службе — 5, на общественной службе — 11, на частной службе — 25, торговцев — 17, лиц других занятий — 15, число лиц, имеющих побочные занятия — 17. Взрослое население по семейному положению: холостых — 39, девиц — 34, женатых — 225, замужних — 227, вдов — 32, вдовцов — 9.
По данным на 1915 год: число дворов — 148, число десятин земельного довольствия — 891. Число жителей: мужского пола — 560, женского пола — 545.
В 1924—1933 годах — административный центр Мальчевско-Полненского района.

## Население
| 2010 |
| ---- |
| 632  |

## Религия
В конце XVIII века в слободе была построена деревянная церковь, которая сгорела в 1803 году. В 1822 году на средства войсковых старшин Петра и Михаила Фёдоровичей Малчевских был построен новый храм с колокольней. В 1902 году в слободе была построена новая каменная Николаевская церковь. Службы в ней продолжались до 1960 года. В 1966 году храм был разрушен.

## Достопримечательности
Территория Ростовской области была заселена ещё в эпоху неолита. Люди, живущие на древних стоянках и поселениях у рек, занимались в основном собирательством и рыболовством. Степь для скотоводов всех времён была бескрайним пастбищем для домашнего рогатого скота. От тех времен осталось множество курганов с захоронениями жителей этих мест. Курганы и курганные группы находятся на государственной охране.
Поблизости от территории слободы Мальчевско-Полненская Миллеровского района расположено несколько достопримечательностей — памятников археологии. Они охраняются в соответствии с Федеральным законом от 25.06.2002 N 73-ФЗ «Об объектах культурного наследия (памятниках истории и культуры) народов Российской Федерации», Областным законом от 22.10.2004 N 178-ЗС «Об объектах культурного наследия (памятниках истории и культуры) в Ростовской области», Постановлением Главы администрации РО от 21.02.97 N 51 о принятии на государственную охрану памятников истории и культуры Ростовской области и мерах по их охране и др.
- Курганная группа «Берестовой» (3 кургана). Находится на расстоянии около 4,0 км к востоку-юго-востоку от слободы Мальчевско-Полненская.
- Курганная группа «Горячий Луч I» (2 кургана). Находится на расстоянии около 1,5 км к юго-западу от слободы Мальчевско-Полненская.
- Курганная группа «Горячий Луч II» (2 кургана). Находится на расстоянии около 3,0 км к западу от слободы Мальчевско-Полненская.
- Курганная группа «Мальчевско-Полненский» (2 кургана). Находится на расстоянии около 2,3 км к западу от слободы Мальчевско-Полненская[3].